# Kirchheim Knights
Die Kirchheim Knights (seit 2023 aufgrund einer Werbevereinbarung Bozic Estriche Knights Kirchheim) sind eine deutsche Basketballmannschaft in Kirchheim unter Teck. Die Mannschaft wurde 2006 beim Aufstieg des seit 1881 bestehenden Stammvereins VfL Kirchheim/Teck in die 2. Basketball-Bundesliga Süd in eine Kapitalgesellschaft ausgegliedert.

## Anfänge und Sportliche Entwicklung
Der Basketballsport in Kirchheim unter Teck geht auf ein Spiel am 9. März 1957 zwischen einer Auswahl der 7. US-Armee und der Turnerschaft Göppingen zurück. Es fand vor knapp 1000 Zuschauern im Rahmen eines Hallensportfestes statt, bei dem württembergischer Spitzensport in verschiedenen Disziplinen gezeigt wurde. Aus den ersten Anfängen mit sechs Spielern beim ersten Kirchheimer Basketballtraining entwickelte sich die Basketball-Abteilung des VfL Kirchheim, auch begünstigt durch weitere Hallensportfeste 1958 und 1959 mit Basketball.
1960 nahmen vier Jugendmannschaften an den Rundenspielen teil. Die B-Jugend wurde von 1959 bis 1963 fünfmal württembergischer Meister. Aufgrund der Spielstärke teilte der damalige Verband den VfL gleich in die Landesliga der Aktiven ein. 1965 wurde der Aufstieg in die Verbandsliga geschafft. Nach der Verpflichtung des US-Amerikaners William „Bill“ Brack gelang 1968/69 der Aufstieg in die Süddeutsche Oberliga. In den darauffolgenden Jahren folgten Höhen und Tiefen, bis 2006 der Aufstieg in die 2. Bundesliga Süd gelang. Im September 2006 wurde die VfL Kirchheim Knights GmbH als Betreiberunternehmen der Profimannschaft gegründet.
Im ersten Jahr der Zweitklassigkeit wurde nur knapp die Qualifikation für die neugeschaffene 2. Bundesliga ProB geschafft. Unter dem bundesligaerfahrenen Trainer Pat Elzie gelang 2008 der Aufstieg in die 2. Bundesliga ProA. Am Ende der Saison konnte sich die Mannschaft gegen den Konkurrenten München Basket durchsetzen. In der ProA übernahm der frühere Langener Coach Branislav Ignjatovic das Training, nachdem Elzie die Mannschaft in Richtung Bremen Roosters verlassen hatte. Die Knights konnten sich im vorderen Mittelfeld etablieren und erreichten in ihrer ersten ProA-Saison einen fünften Tabellenplatz. Auch in den folgenden Jahren konnte konstant eine Platzierung unter den besten Fünf erreicht werden.
In der Saison 2011/2012 belegten die Kirchheim Knights nach der Hauptrunde den zweiten Rang und zogen somit in die zum ersten Mal in der ProA ausgetragenen Playoffs ein. Hier konnten in der ersten Best-of-Five-Serie im Viertelfinale die ETB Wohnbau Baskets Essen glatt mit 3:0 bezwungen werden. Auch im Halbfinale gelang den Knights mit einem 3:0 über den BBL-Absteiger Giants Düsseldorf eine Überraschung, so dass im Finale gegen den MBC Weißenfels die Meisterschaft ausgespielt werden konnte. In Hin- und Rückspiel unterlag man knapp. Der damit bereits verbundene sportliche Aufstieg in die höchste deutsche Spielklasse blieb aufgrund fehlender Rahmenbedingungen jedoch verwehrt.
Die Saison 2012/2013 verlief hingegen sportlich ernüchternd für das Umfeld der Knights. Zu keiner Zeit konnte das Team an die gute Spielzeit 2011/2012 anknüpfen und befand sich die gesamte Saison im Abstiegskampf. Am letzten Spieltag wurde durch eine 92:99-Niederlage gegen die BG Göttingen der formelle Abstieg aus der ProA in die ProB besiegelt. Da der unterlegene Finalist der Play-offs der ProB, die Schwelmer Baskets, keine Lizenz für die ProA beantragt hatte, konnten die Knights jedoch in der ProA verbleiben.
In der Saison 2012/13 erlangten die Baskets zwischenzeitlich als unterlegener Finalist der Play-offs das Aufstiegsrecht, konnten dieses mangels Beantragung einer Lizenz für die ProA aufgrund unzureichender Infrastruktur (Sporthalle) jedoch nicht wahrnehmen.
Im Anschluss an die Saison 2013/14 verließ Trainer Ignjatovic nach sechsjähriger Amtszeit den VfL, um zum Ligakonkurrenten Heidelberg zu wechseln. Als sein Nachfolger wurde der US-Amerikaner Michael Mai verpflichtet. Mai führte die Mannschaft im Frühjahr 2017 ins ProA-Playoff-Halbfinale, nach dem Saisonende verließ er auf eigenen Wunsch den Verein. Der Finne Anton Mirolybov wurde Ende Juni 2017 als neuer Cheftrainer vorgestellt. Nach einer Saison beendeten Mirolybov und die Kirchheimer ihre Zusammenarbeit im Mai 2018 einvernehmlich. Nachfolger Mirolybovs wurde der Spanier Mauricio Parra. Parra wurde kurz vor Weihnachten 2019 von David Rösch abgelöst, nachdem der Spanier zuvor seit Anfang Dezember krankheitsbedingt gefehlt hatte. Er war auf unbestimmte Zeit krankgeschrieben worden. Übergangsweise hatten nach Parras Ausfall zunächst der Sportliche Leiter Christoph Schmidt und Nachwuchstrainer Brian Wenzel die Mannschaftsleitung übernommen. Rösch gab das Amt nach der Saison 2019/20 wieder ab, neuer Mann auf der Bank wurde Igor Perović. Perović führte Kirchheim in der Saison 2020/21 in der Hauptrunde auf den sechsten Platz in der 2. Bundesliga ProA. Aufgrund der COVID-19-Pandemie wurde der Spielmodus geändert und eine zweite Gruppenphase durchgeführt, in der die Mannschaft als Tabellenzweiter seiner Staffel knapp den Sprung in die Endspielserie verpasste. Im Mai 2021 erhielt Trainer Perović einen neuen, über drei Jahre laufenden Vertrag.
Im Juli 2023 wurde der Mannschaftsname in Bozic Estriche Knights Kirchheim geändert, nachdem eine Werbevereinbarung mit dem Kirchheimer Unternehmen Bozic Estriche GmbH getroffen worden war. In der Saison 2023/24 erreichte die Mannschaft im Endstand der zweithöchsten deutschen Spielklasse abermals den sechsten Tabellenrang. Anschließend verließen Leistungsträger, insbesondere die beiden US-Amerikaner Michael Flowers und Nick Muszynski, den Verein.

### Die Platzierungen in der 2. Basketball-Bundesliga ProA
- 5. Platz in der Saison 2008/2009 mit 18:12 Siegen
- 5. Platz in der Saison 2009/2010 mit 19:11 Siegen
- 4. Platz in der Saison 2010/2011 mit 16:12 Siegen
- 2. Platz in der Saison 2011/2012 mit 18:10 Siegen und Erreichen des Playoff-Finals
- 15. Platz in der Saison 2012/2013 mit 10:20 Siegen und formeller Abstieg in die ProB
- 10. Platz in der Saison 2013/2014 mit 15:15 Siegen
- 11. Platz in der Saison 2014/2015 mit 12:18 Siegen
- 3. Platz in der Saison 2015/2016 mit 22:8 Siegen (Ausscheiden im Playoff-Viertelfinale)
- 4. Platz in der Saison 2016/2017 mit 22:10 Siegen (Ausscheiden im Playoff-Halbfinale)
- 9. Platz in der Saison 2017/2018 mit 15:15 Siegen
- 12. Platz in der Saison 2018/2019 mit 14:16 Siegen
- 11. Platz in der Saison 2019/2020 mit 13:15 Siegen (vorzeitiger Saisonabbruch wegen der Ausbreitung von COVID-19)[15]
- 6. Platz in der Saison 2020/2021 mit 15:13 Siegen (Ausscheiden als Tabellenzweiter in der folgenden zweiten Gruppenphase)
- 11. Platz in der Saison 2021/2022 mit 16:16 Siegen[16]
- 10. Platz in der Saison 2022/2023 mit 17:17 Siegen
- 6. Platz in der Saison 2023/2024 mit 22:12 Siegen (Ausscheiden im Playoff-Viertelfinale)
- 9. Platz in der Saison 2024/2025 mit 20:14 Siegen

## Kader
| Spieler | Spieler            | Spieler                    | Spieler    | Spieler | Spieler | Spieler                         |
| Nr.     | Nat.               | Name                       | Geburt     | Größe   | Info    | Letzter Verein                  |
| ------- | ------------------ | -------------------------- | ---------- | ------- | ------- | ------------------------------- |
|         |                    | Guards (PG, SG)            |            |         |         |                                 |
| 1       | Deutschland        | Jalen Brandon Fouda        | 04.11.1999 | 191 cm  |         | BG Karlsruhe                    |
| 2       | Vereinigte Staaten | Elijah Jarod Strickland    | 24.11.1995 | 196 cm  |         | Oklahoma Christian University   |
| 3       | Vereinigte Staaten | Richard Lawrence Williams  | 22.08.1987 | 180 cm  |         | Helsinki Seagulls               |
| 5       | Deutschland        | Nico Brauner               | 01.11.1994 | 187 cm  |         | Saint Mary’s University Halifax |
| 8       | Vereinigte Staaten | Kyle Mitchel Leufroy       | 25.11.1996 | 190 cm  |         | Phoenix Hagen                   |
| 9       | Montenegro         | Aleksa Bulajic             | 29.03.2002 | 199 cm  |         | BBU`01                          |
| 21      | Kosovo             | Mirsad Haziri              | 21.02.2001 | 195 cm  |         | Team Ehingen Urspring           |
| 22      | Deutschland        | Kevin Eduardo Wohlrath     | 15.02.1995 | 197 cm  |         | Baskets Oldenburg               |
| 55      | Kroatien           | Karlo Miksic               | 29.10.1997 | 193 cm  |         | scanplus baskets Elchingen      |
|         |                    | Forwards (SF, PF)          |            |         |         |                                 |
| 13      | Frankreich         | Tidjan Keita               | 30.11.1996 | 205 cm  |         | BBC Coburg                      |
| 11      | Deutschland        | Tim Koch                   | 01.02.1989 | 196 cm  |         | MHP Riesen Ludwigsburg          |
| 19      | Deutschland        | Till Pape                  | 10.12.1997 | 204 cm  |         | Weißenhorn Youngstars           |
| 55      | Vereinigte Staaten | Maxwell John Mahoney       | 29.06.1998 | 203 cm  |         | Boston University               |
|         |                    | Center (C)                 |            |         |         |                                 |
| 15      | Deutschland        | Andreas Christian Nicklaus | 20.08.1999 | 217 cm  |         | MTV Stuttgart                   |
| 47      | Deutschland        | Andreas Kronhardt          | 27.08.1989 | 204 cm  |         | Crailsheim Merlins              |

| Trainer            | Trainer      | Trainer  |
| Nat.               | Name         | Position |
| ------------------ | ------------ | -------- |
| Serbien            | Igor Perović | Trainer  |
| Quellen            |              |          |
| Teamhomepage       |              |          |
| Ligahomepage       |              |          |
| Stand: Januar 2021 |              |          |

|}
Wechsel 2019/2020
Zugänge
- Nico Brauner (Saint Mary´s University Halifax)[18]
- Brian Butler (scanplus baskets Elchingen)[17]
- Till Pape (Weißenhorn Youngstars)[17]
- Jalan Taraune McCloud (Bristol Flyers)[19]
- Mitchell Lee Hahn (University of Nebraska Omaha)[20]

Abgänge
- Erik Gunnar Durham[18]

## Ehemalige

### Wichtige Spieler
- Konstantin Karamatskos, SV Fellbach
- David McCray, Karriere beendet
- Timothy Burnette, Karriere beendet
- Adam Baumann, Karriere beendet
- Gordon Scott, Karriere beendet
- Ryan DeMichael, Karriere beendet
- Benjamin Lischka
- Benjamin Beran, Karriere beendet
- Radivoj Tomasevic, Karriere beendet
- Andreas Kronhardt[21]
- Till Pape, BG Göttingen
- Richie Williams[22]
- Michael Flowers

### Trainer
| Amtszeit        | Name                 |
| --------------- | -------------------- |
| 2003–2006       | Theo Leftakis        |
| 2006–02/2007    | Pasko Tomic          |
| 02/2007–2008    | Pat Elzie            |
| 2008–2014       | Branislav Ignjatovic |
| 2014–2017       | Michael Mai          |
| 2017–2018       | Anton Mirolybov      |
| 2018–12/2019    | Mauricio Parra       |
| 12/2019–05/2020 | David Rösch          |
| seit 07/2020    | Igor Perović         |

## Strukturen

### Spielstätte
Heimspielstätte ist die Sporthalle Stadtmitte in Kirchheim, die ein Fassungsvermögen von 1800 Zuschauern besitzt.

### Kooperationen
Die Knights kooperieren in der Nachwuchsförderung mit der Basketballabteilung des Stammvereins VfL Kirchheim. Dort gibt es nach wie vor acht Jugend- und vier Herrenmannschaften. Eine weitere Kooperation gab es mit dem Bundesligaclub Ludwigsburg, um Nachwuchsspielern mit Bundesliga-Perspektive mit Hilfe von Doppellizenzen Spielpraxis zu verschaffen. Zu den Spielern, denen diese Zusammenarbeit zugutekam, gehörten neben anderen Jonathan Maier, Philipp Heyden und Tim Koch. Im Rahmen der Kooperation mit Ludwigsburg waren die Kirchheim Knights Mitglied der BBA Basketball Akademie.
Im Frühjahr einigten sich die Kirchheimer auf eine Zusammenarbeit im Jugendbereich mit dem MTV Stuttgart sowie dem BV Hellas Esslingen, um gemeinsam die Teilnahme an der Jugend-Basketball-Bundesliga anzustreben und somit eine Lizenzvorgabe der 2. Bundesliga ProA zu erfüllen.
Ende Mai 2018 wurde der Ausbau der Zusammenarbeit mit dem MTV Stuttgart verkündet: Es wurde vereinbart, Spieler mit Doppellizenzen auszustatten, um diese sowohl in Kirchheim in der zweiten Liga als auch in Stuttgart in der Regionalliga zum Einsatz bringen zu können.

### Fanclubs
Seit 2015 unterstützen die Knights Supporters die Mannschaft. Der Fanclub ist auf über 70 Mitglieder angewachsen. 2022/23 wurden die Heimspiele der Saison im Durchschnitt von 1206 Zuschauern besucht.